# 奧迪韋拉什 (費雷拉杜阿連特茹)
奥迪韦拉什是葡萄牙贝雅区的一个堂区。总面积109.96平方公里，总人口692人，人口密度6.3人/平方公里。